# Dendrocygne à lunules
Dendrocygna arcuata
Espèce
Statut de conservation UICN

 LC  : Préoccupation mineure

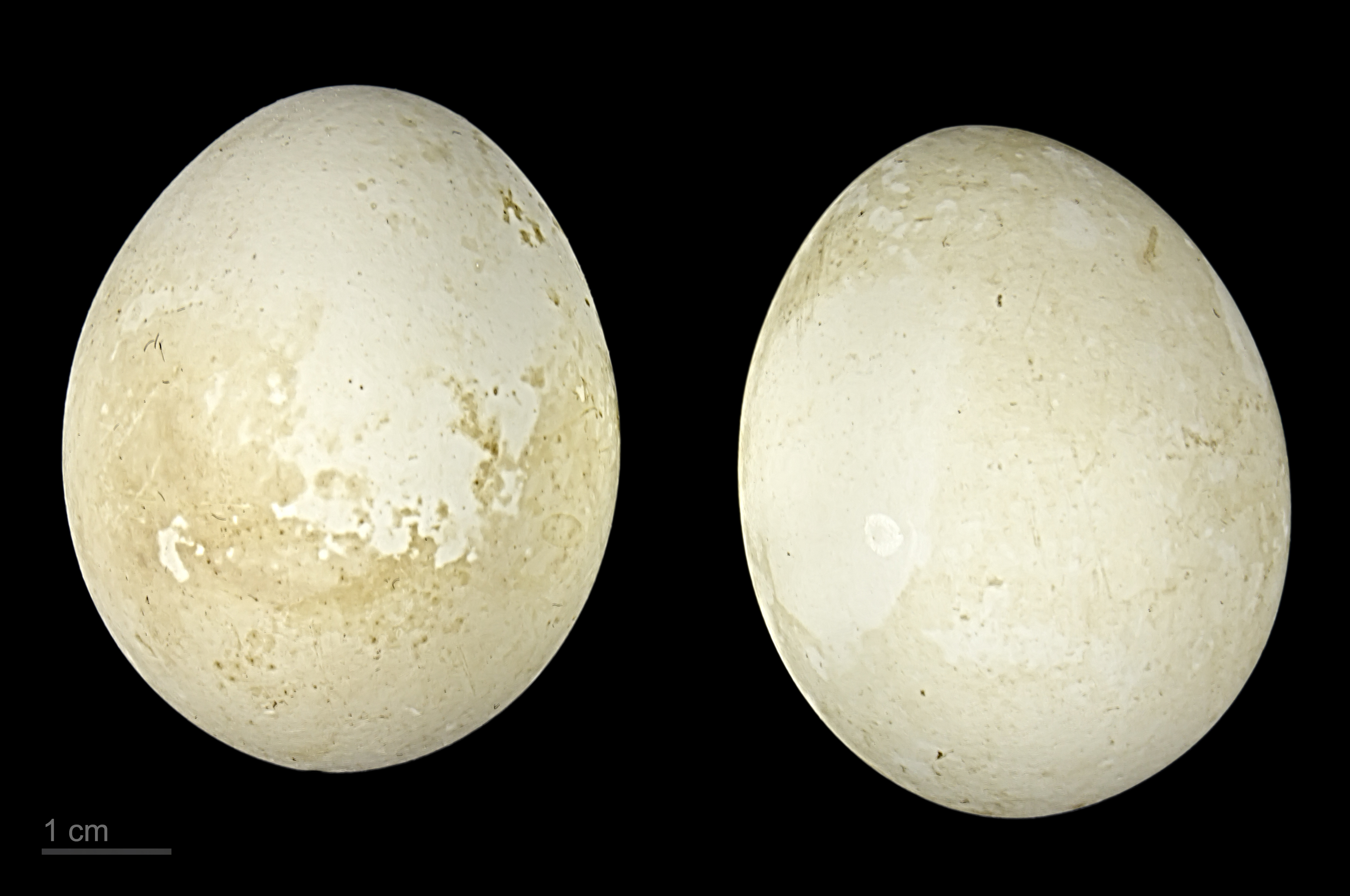
Dendrocygna arcuata - MHNT

Le Dendrocygne à lunules (Dendrocygna arcuata) appartient à la famille des Anatidés.

## Description
Le Dendrocygne à lunules mesure entre 40 et 45 cm. Le plumage est un brun clair sur la tête et le cou avec une calotte sombre descendant jusqu'au niveau des yeux et des taches pectorales noires. Le dessous est roussâtre avec des marques blanches et noires sur les flancs très nettes, les ailes sont plus foncées et le croupion est blanc bordé de crème.
Le juvénile présente un plumage plus terne avec des couvertures sus-alaires moins brunes et le milieu du ventre plus clair.

## Sous-espèces
Selon la classification de référence du Congrès ornithologique international (version 15.1, 2025) :
- Dendrocygna arcuata arcuata (Horsfield, 1824) – des Philippines à l'Indonésie ;
- Dendrocygna arcuata pygmaea Mayr, 1945 – Nouvelle Bretagne ;
- Dendrocygna arcuata australis Reichenbach, 1850 – du sud de la Nouvelle Guinée au nord et à l'est de l'Australie.

## Habitat
Son aire s'étend en Indonésie, aux Philippines, en Nouvelle-Guinée et dans le nord et l'est de l'Australie.
C'est un oiseau des lacs, lagunes et marais pourvus d'une abondante végétation.

## Biologie
C'est une espèce sociable souvent associée au Dendrocygne d'Eyton. Contrairement à d'autres espèces de dendrocygnes, c'est un oiseau diurne.
La reproduction est influencée par l'ampleur de la saison des pluies ; le nid est placé près de l'eau dans les hautes herbes.
Les populations australiennes sont nomades, d'où le nom anglais de l'espèce.

## Populations
C'est une espèce mal connue en raison de sa nature craintive. Ainsi, la population est estimée entre 200 000 et 2 000 000 d'individus.